# Libythea labdaca
Libythea labdaca is een vlinder uit de familie van de Nymphalidae, onderfamilie Libytheinae.
De soort komt voor in West-Afrika en Zuidelijk Afrika, ten zuiden van de Sahara. De soort is bekend als trekvlinder, de soort trekt in grote zwermen zuidwaarts in het voorjaar en noordwaarts in het najaar. Bij een grote trekbeweging in Ghana zijn naar schatting een miljard exemplaren betrokken geweest. 
De vlinder gebruikt soorten Celtis als waardplant.
Libythea labdaca werd voor het eerst wetenschappelijk beschreven door John Obadiah Westwood & Hewitson in 1851.